# Illa de Murter
L'illa de Murter [mǔrtɛːr] (en llatí Colentum) és el nom d'una illa de la part croata de la mar Adriàtica, situada al centre de Dalmàcia. Administrativament pertany a la regió de Šibenik-Knin i es divideix en els dos municipis, de Murter-Kornati (que també inclou una gran part de les illes Kornati) i Tisno (en part també a la part continental). Els centres habitats de l'illa són: Betina i Murter al costat nord-oest i Tisno i Jezera, a la costa sud-est. A Tisno un pont llevadís connecta l'illa amb el continent. Segons el cens del 2011 tenia 4.895 habitantds.
L'illa té una superfície de 18,7 km², i el punt més alt és el pic de Raduč, que s'eleva fins als 125 metres sobre el nivell del mar.